# أليكس جوردن جونيور
أليكس جوردن جونيور (بالإنجليزية: Alex Jordan, Jr.)‏ هو مهندس معماري أمريكي، ولد في 3 مارس 1914، وتوفي في 6 نوفمبر 1989.

## وصلات خارجية
- الموقع الرسمي
- أليكس جوردن جونيور على موقع الموسوعة البريطانية (الإنجليزية)